# Metal Hammer Golden Gods Awards
Die Metal Hammer Golden Gods Awards ist ein britischer Musikpreis, der seit 2003 jährlich vom britischen Musikmagazin Metal Hammer verliehen wird. Der Preis ist nicht zu verwechseln mit den Metal Hammer Awards des deutschen Magazins Metal Hammer oder den Revolver Golden Gods Awards des US-amerikanischen Magazins Revolver.

## Hintergrund
Der Preis entstand durch eine Idee der Journalisten Chris Ingham, John O’Sullivan und Dave Bianchi. Durchgeführt wird die Preisverleihung durch die Firma Future Publishing. Zwischen 2014 und 2016 übernahm TeamRock die Veranstaltung. Neben der Preisverleihung in verschiedenen Kategorien treten mehrere Bands auf. Insgesamt werden jedes Jahr 16 Preise vergeben. Bei neun Kategorien stimmen die Leser ab, während die restlichen sieben Preisträger von der Redaktion bestimmt werden.

## Die Preisverleihungen

### 2003
Die Preisverleihung fand im Forum in London statt und wurde von Ian Campfield moderiert. Es traten die Murderdolls, Shadows Fall, SOiL und Raging Speedhorn auf.

### 2004
Die Preisverleihung fand im Ocean in London statt und wurde von Ian Campfield moderiert. Es traten HIM, Akercocke und Young Heart Attack auf.
| - Best Underground Act: In Flames - Best Video: The Darkness – Love Is Only a Feeling - Breakthrough Band: Funeral for a Friend - Best Live Band: Slayer - Best International Band: Metallica | - Spirit of Hammer: Nikki Sixx (Mötley Crüe) - Best UK Band: Iron Maiden - Best Guitarist: Dimebag Darrell (Damageplan) - Best Album: Killswitch Engage – The End of Heartache - Golden God: Ville Valo (HIM) |

### 2005
Die Preisverleihung fand im Astoria in London statt und wurde von Ian Campfield moderiert. Es traten Anthrax, Nightwish, Shadows Fall, Bullet for My Valentine und Trivium auf.
| - Best UK Band: Lostprophets - Best Live Band: Slipknot - Best International Band: The Used - Best Underground Band: Meshuggah & Mastodon - Best Metal Label: Roadrunner Records - Best Newcomer: Nightwish - Best Video: My Chemical Romance – Helena | - Riff Lord: Zakk Wylde (Black Label Society) - Shredder Award: Herman Li (DragonForce) - Best Metal Band: Anthrax - Best Album: Judas Priest – Angel of Retribution - Icon: Ville Valo (HIM) - Spirit of Hammer: Black Sabbath - Golden God: Lemmy Kilmister (Motörhead) |

### 2006
Die Preisverleihung fand im Koko in London statt und wurde von Ian Campfield moderiert. Es traten Bullet for My Valentine, DragonForce, Lacuna Coil und Viking Skull auf.
| - Best Underground Band: Satyricon - Icon: Cristina Scabbia (Lacuna Coil) - Best Newcomer: Aiden - Best Video: Within Temptation – Angels - Best Metal Label: Roadrunner Records - Best Drummer: Travis Smith (Trivium) - Best International Band: Avenged Sevenfold - Spirit of Hammer: Lordi | - Riff Lord: Jerry Cantrell (Alice in Chains) - Dimebag Award: Synyster Gates (Avenged Sevenfold) - Best Live Band: Trivium - Best Album of the Year: Coheed and Cambria – Good Apollo I'm Burning Star IV, Volume One: From Fear Through the Eyes of Madness - Best Album of the Last 20 Years: Slayer – Reign in Blood - Golden God: Matthew Heafy (Trivium) - Best UK Band: Bullet for My Valentine |

### 2007
Die Preisverleihung fand im Koko in London statt und wurden von Jamey Jasta moderiert. Es traten Machine Head, Dimmu Borgir, Lamb of God, Turisas und Priestess auf.
| - Best UK Band: Bullet for My Valentine - Best Live Band: Lamb of God - Best International Band: Killswitch Engage - Best Underground Band: Job for a Cowboy - Best Newcomer: Deathstars - Best Video: Avenged Sevenfold – Seize the Day - Riff Lord: Slash (Velvet Revolver) | - Best Metal Label: Roadrunner Records - Album of the Year: Machine Head – The Blackening - Spirit of the Hammer: Napalm Death - Golden God: Robb Flynn (Machine Head) - Icon Award: Slayer - Best Viral Campaign: Buckcherry - Best Comeback: Heaven and Hell |

### 2008
Die Preisverleihung fand im Indigo O2 in London statt und wurde von Oderus Urungus moderiert. Es traten Disturbed, Children of Bodom, In Flames, Apocalyptica und Testament auf.
| - Breakthrough: Apocalyptica - Best Underground Band: The Black Dahlia Murder - Best UK Band: Iron Maiden - Metal for the Masses: William Gledhill - Best Live Band: Machine Head - Best Video: Dimmu Borgir – The Serpentine Offering - Best Metal Label: Roadrunner Records - Spirit of the Hammer: Max & Igor Cavalera (Cavalera Conspiracy) | - Best Debut: Airbourne – Runnin’ Wild - Icon: Eddie - Dimebag Darrell ‘Shredder’: Alexi Laiho (Children of Bodom) - Event of the Year: Hard Rock Hell - Riff Lord: Dave Mustaine (Megadeth) - Best Album: Testament – The Formation of Damnation - Best International Band: In Flames - Golden God: Kerry King (Slayer) |

### 2009
Die Preisverleihung fand im Indigo O2 in London statt und wurden von Jason Rouse moderiert. Es traten Trivium, Anvil, Amon Amarth, DevilDriver und Saxon auf.
| - Best New Band: Five Finger Death Punch - Best Underground Band: Behemoth - Best Metal Label: Roadrunner Records - Spirit of Metal: Saxon - Dimebag Darrell ‘Shredder’: Herman Li & Sam Totman (DragonForce) - Event of the Year: Download-Festival - Legends Award: Def Leppard - Breakthrough: Amon Amarth | - Best Album: Lamb of God – Wrath - Metal as Fuck Award: Anvil - Inspiration: Emperor - Riff Lord: Steve Vai - Best Live Band: Slipknot - Best International Band: Slipknot - Best UK Band: Iron Maiden - Golden God: Iron Maiden |

### 2010
Die Preisverleihung fand im Indigo O2 in London statt und wurde von der Band Steel Panther moderiert. Es traten Steel Panther, Airbourne, Five Finger Death Punch, Skindred und Evile auf.
| - Best New Band: Rise to Remain - Best Underground Band: Immortal - Best UK Band: Iron Maiden - Best International Band: Lamb of God - Best Live Band: Machine Head - Dimebag Darrell ‘Shredder’: Zoltán Báthory (Five Finger Death Punch) - Breakthrough: Sabaton - Inspiration: Thomas Gabriel Fischer - Best Event: Download-Festival | - Riff Lord: Joe Perry (Aerosmith) - Best Album: Heaven and Hell – The Devil You Know - Golden God: Zakk Wylde - Spirit of Hammer: Christopher Lee - Metal as Fuck Award: Evile - Best Drummer: Mike Portnoy - Global Metal: Demonic Resurrection - Defenders of the Faith: Jon & Tracey Morter |

### 2011

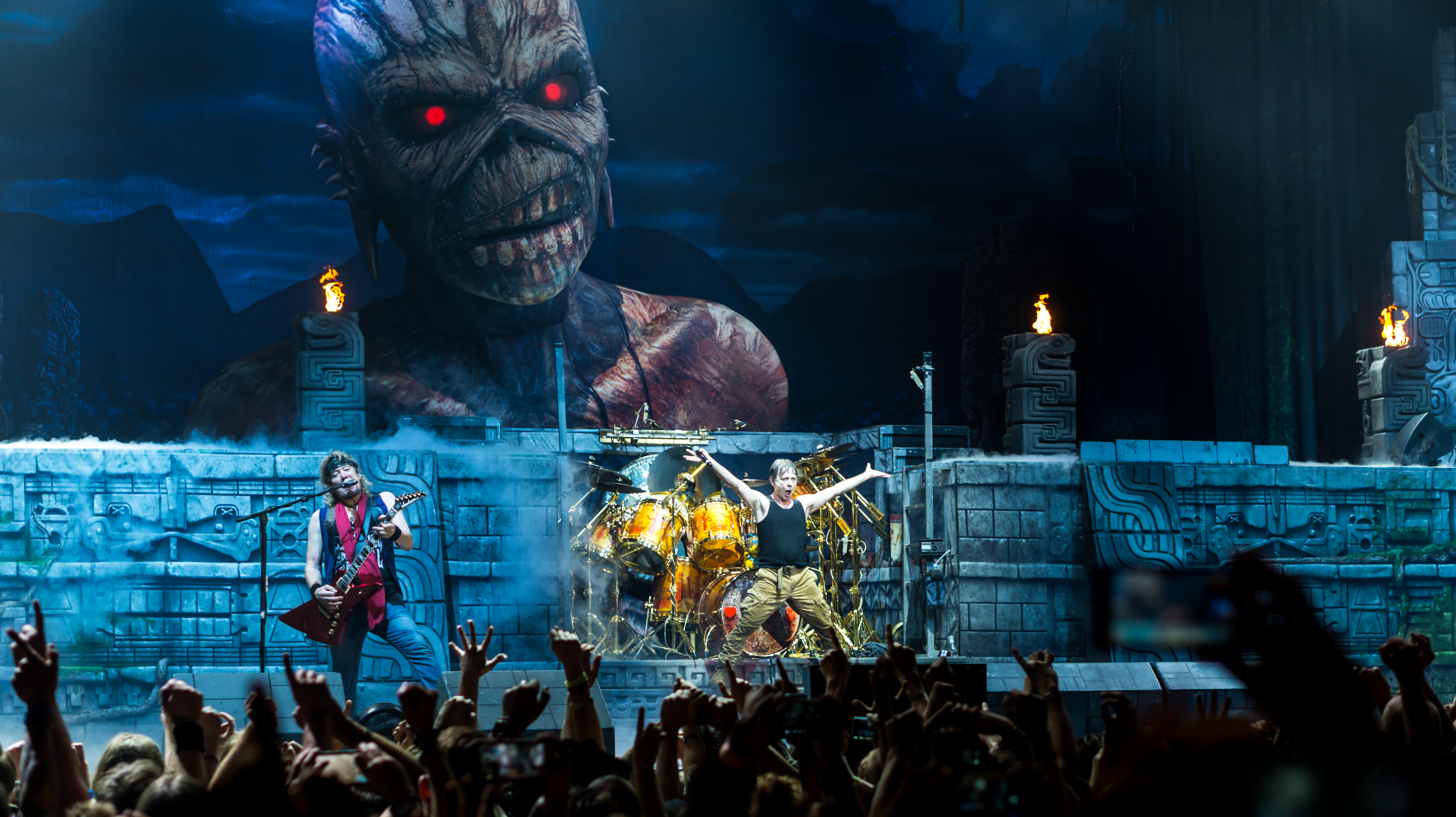
Iron Maiden wurden als beste britische Band ausgezeichnet.

Die Preisverleihung fand am 13. Juni 2011 im Indigo O2 in London statt und wurde von Alice Cooper moderiert. Es traten Twisted Sister, Skindred, Devin Townsend, Sylosis und Buckcherry auf.
Sechs Preisträger wurden durch die Redaktion bestimmt:
- Inspiration: Twisted Sister
- Riff Lord: Pepper Keenan (Corrosion of Conformity) und Kirk Windstein (Crowbar)
- Best Album: Killing Joke – Absolute Dissent
- Icon: Judas Priest
- Golden God: Rob Zombie
- Spirit of Hammer: Diamond Head

Neun weitere Preise wurden durch eine Abstimmung unter den Lesern vergeben. Die Sieger sind in fetter Schrift gekennzeichnet.
| Best New Band                                                                          | Best Underground Band |
| -------------------------------------------------------------------------------------- | --- |
| - The Damned Things - The Defiled - Kvelertak - Letlive - TesseracT                    | - Clutch - The Dead Lay Waiting - Kylesa - Primordial - Watain |
| Best UK Band                                                                           | Best International Band |
| - Architects - Bring Me the Horizon - Bullet for My Valentine - Iron Maiden - Skindred | - Avenged Sevenfold - Children of Bodom - Dimmu Borgir - Down - Stone Sour |
| Best Live Band                                                                         | Dimebag Darrell Shredder |
| - Cancer Bats - DevilDriver - Machine Head - Skindred - Rob Zombie                     | - Gus G. (Firewind, Ozzy Osbourne) - Synyster Gates (Avenged Sevenfold) - Alexi Laiho (Children of Bodom) - Marc Rizzo (Soulfly, Cavalera Conspiracy) - Mark Tremonti (Alter Bridge) |
| Breakthrough                                                                           | Best Event |
| - A Day to Remember - Parkway Drive - Sabaton - Sylosis - Volbeat                      | - Beavis and Butt-Head kehren zurück - The Big Four U.K. announcement - Manowar kehren zurück - System of a Down kehren zurück - Rob Zombie kehrt zurück                             |
| Metal as Fuck                                                                          | |
| - Behemoth - Deftones - Slayer - Slipknot - Zakk Wylde                                 | |

### 2012

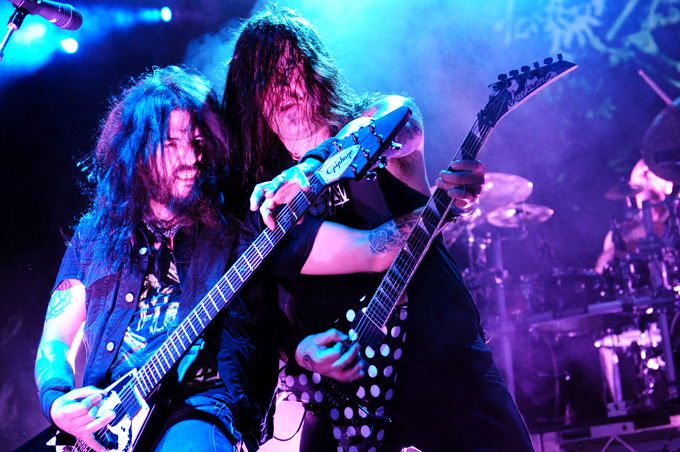
Robb Flynn und Phil Demmel wurden als Riff Lords ausgezeichnet.

Die Preisverleihung fand am 11. Juni 2012 im Indigo O2 in London statt und wurde von Chris Jericho moderiert. Es traten Anthrax, Sabaton, Ghost, Biohazard und Watain auf.
Sieben Preisträger wurden durch die Redaktion bestimmt:
- Inspiration: Roadrunner Records
- Riff Lord: Robb Flynn & Phil Demmel (Machine Head)
- Best Album: Mastodon – The Hunter
- Icon: Fear Factory
- Golden God: Joey DeMaio (Manowar)
- Spirit of Hammer: Bill Bailey
- Best Drummer: Vinnie Paul (Hellyeah)

Neun weitere Preise wurden durch eine Abstimmung unter den Lesern vergeben. Die Sieger sind in fetter Schrift gekennzeichnet.
| Best New Band                                                                              | Best Underground Band |
| ------------------------------------------------------------------------------------------ | --- |
| - Animals as Leaders - The Defiled - Heights - Kobra and the Lotus - Primal Rock Rebellion | - Ancient Vvisdom - Black Breath - In Solitude - Shining - Watain                                                                                    |
| Best UK Band                                                                               | Best International Band |
| - Black Spiders - Fields of the Nephilim - Saxon - TesseracT - TRC                         | - Five Finger Death Punch - Lamb of God - Meshuggah - Nightwish - Opeth                                                                              |
| Best Live Band                                                                             | Dimebag Darrell Shredder |
| - Iron Maiden - Metallica - Rammstein - Skindred - Watain                                  | - Dino Cazares (Fear Factory) - Ol Drake (Evile) - Adam Dutkiewicz (Killswitch Engage) - Satchel (Steel Panther) - Devin Townsend                    |
| Breakthrough                                                                               | Best Event |
| - Cancer Bats - Ghost - Motionless in White - Parkway Drive - While She Sleeps             | - Iron Maiden (Tour durch GB) - Tommy Lee - Manowar (kehrt nach GB zurück) - Dave Mustaine (spielt mit Metallica) - Devin Townsend (Shows in London) |
| Metal as Fuck                                                                              | |
| - Anthrax - Zoltán Báthory (Five Finger Death Punch) - Hell - Nik Kai - Sabaton            | |

### 2013

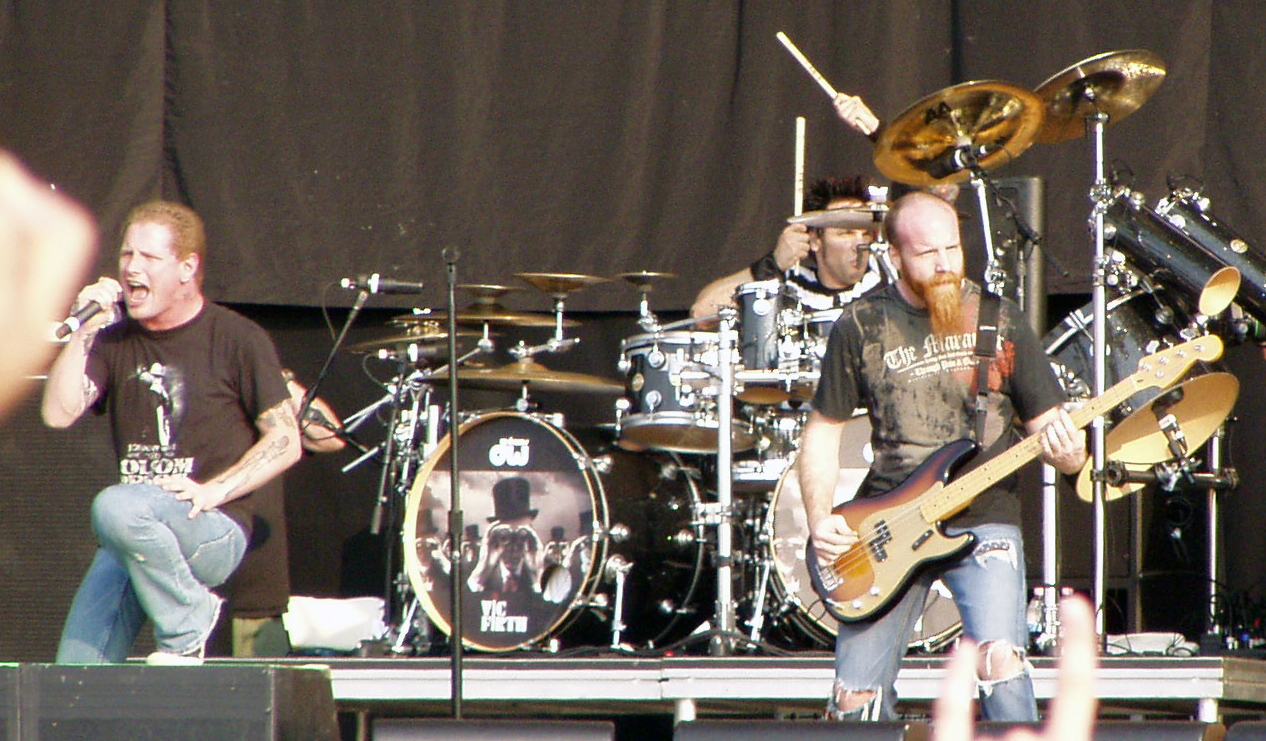
Stone Sour wurden als beste internationale Band ausgezeichnet.

Die Preisverleihung fand am 17. Juni 2013 im Indigo O2 in London statt und wurde von Devin Townsend moderiert. Es traten Motörhead, Airbourne, Five Finger Death Punch, Coal Chamber und Paradise Lost auf.
Sechs Preisträger wurden durch die Redaktion bestimmt:
- Riff Lord: Scott Gorham (Black Star Riders)
- Best Album: Black Sabbath – 13
- Icon: Alice in Chains
- Golden God: Motörhead
- Spirit of Hammer: Brian Blessed
- Legend: Doro

Neun weitere Preise wurden durch eine Abstimmung unter den Lesern vergeben. Die Sieger sind in fetter Schrift gekennzeichnet.
| Best New Band                                                                                | Best Underground Band |
| -------------------------------------------------------------------------------------------- | --- |
| - Bleed from Within - Bury Tomorrow - Crossfaith - Thy Art Is Murder - Upon a Burning Body   | - The Algorithm - Black Breath - Hexvessel - Royal Thunder - Uncle Acid & the Deadbeats                                                                                     |
| Best UK Band                                                                                 | Best International Band |
| - Black Sabbath - Bring Me the Horizon - Bullet for My Valentine - Motörhead - Paradise Lost | - Deftones - Down - Five Finger Death Punch - Parkway Drive - Stone Sour |
| Best Live Band                                                                               | Dimebag Darrell Shredder |
| - Airbourne - Clutch - Gojira - Limp Bizkit - Sabaton                                        | - Fredrik Åkesson (Opeth) - Eric Calderone - Andy James (Sacred Mother Tongue) - Johan Söderberg & Olavi Mikkonen (Amon Amarth) - Paul Waggoner (Between the Buried and Me) |
| Breakthrough                                                                                 | Best Event |
| - Asking Alexandria - Kvelertak - Motionless in White - Periphery - While She Sleeps         | - Anthrax auf dem Mars - Dave Grohls Sound City Players - The Heavy Metal Census Campaign - Devin Townsends Retinal Circus - Ginger Wildhart smashing the Music Industry    |
| Metal as Fuck                                                                                | |
| - Burgerkill - Nergal - Jason Newsted (Newsted) - Pussy Riot - Sea Shepherd                  | |

### 2014

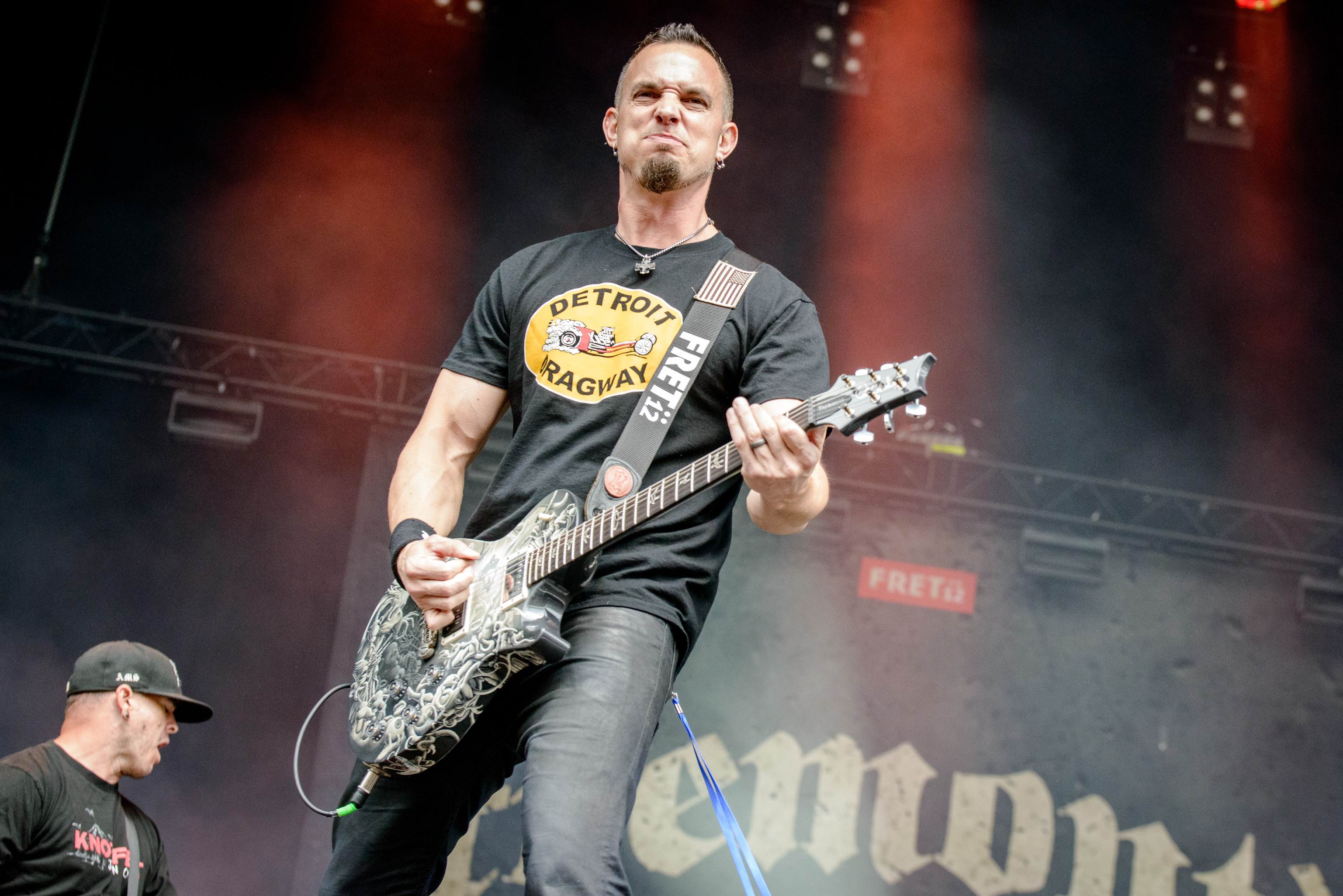
Mark Tremonti wurde als Riff Lord ausgezeichnet.

Die Preisverleihung fand am 16. Juni 2014 im O2 London statt und wurde von der Band Steel Panther moderiert. Es traten Steel Panther, The Dillinger Escape Plan, Black Stone Cherry, While She Sleeps und Behemoth auf.
Sechs Preisträger wurden durch die Redaktion bestimmt:
- Best Album: Behemoth – The Satanist
- Golden God: Mikael Åkerfeldt (Opeth)
- Riff Lord: Mark Tremonti (Alter Bridge, Tremonti)
- Icon: Michael Schenker
- Spirit of Hammer: David Prowse
- Inspiration: Hanoi Rocks

Elf weitere Preise wurden durch eine Abstimmung unter den Lesern vergeben. Die Sieger sind in fetter Schrift gekennzeichnet.
| Best New Band | Best Underground Band |
| --- | --- |
| - Devil You Know - Hacktivist - Issues - Northlane - Savage Messiah | - Alcest - Beastmilk - Deafheaven - Scorpion Child - Wardruna |
| Best UK Band | Best International Band |
| - Architects - Asking Alexandria - Bring Me the Horizon - Carcass - Iron Maiden                                                                                            | - Avenged Sevenfold - Dream Theater - Nine Inch Nails - Volbeat - Within Temptation                                                                                       |
| Best Live Band | Dimebag Darrell Shredder |
| - The Dillinger Escape Plan - Five Finger Death Punch - Karnivool - Killswitch Engage - The Prodigy                                                                        | - Tosin Abasi (Animals as Leaders) - Justin Aufdemkampe (Miss May I) - Sid Glover (Heaven’s Basement) - Ryan Knight (The Black Dahlia Murder) - Misha Mansoor (Periphery) |
| Breakthrough | King of the Internet |
| - Crossfaith - Of Mice & Men - Powerwolf - TesseracT - Uncle Acid & the Deadbeats                                                                                          | - David Draiman (Disturbed/Device) - Robb Flynn (Machine Head) - Paolo Gregoletto (Trivium) - Chris Jericho (Fozzy) - Devin Townsend                                      |
| Video of the Year | Game of the Year |
| - The Defiled – As I Drown - Korn – Never Never - Letlive – Banshee (Ghost Fame) - Steel Panther – Party Like Tomorrow Is the End of the World - Wilson – College Gangbang | - Call of Duty: Ghosts - Grand Theft Auto V - Rocksmith 2014 - World of Tanks - WWE 2K14                                                                                  |

### 2015

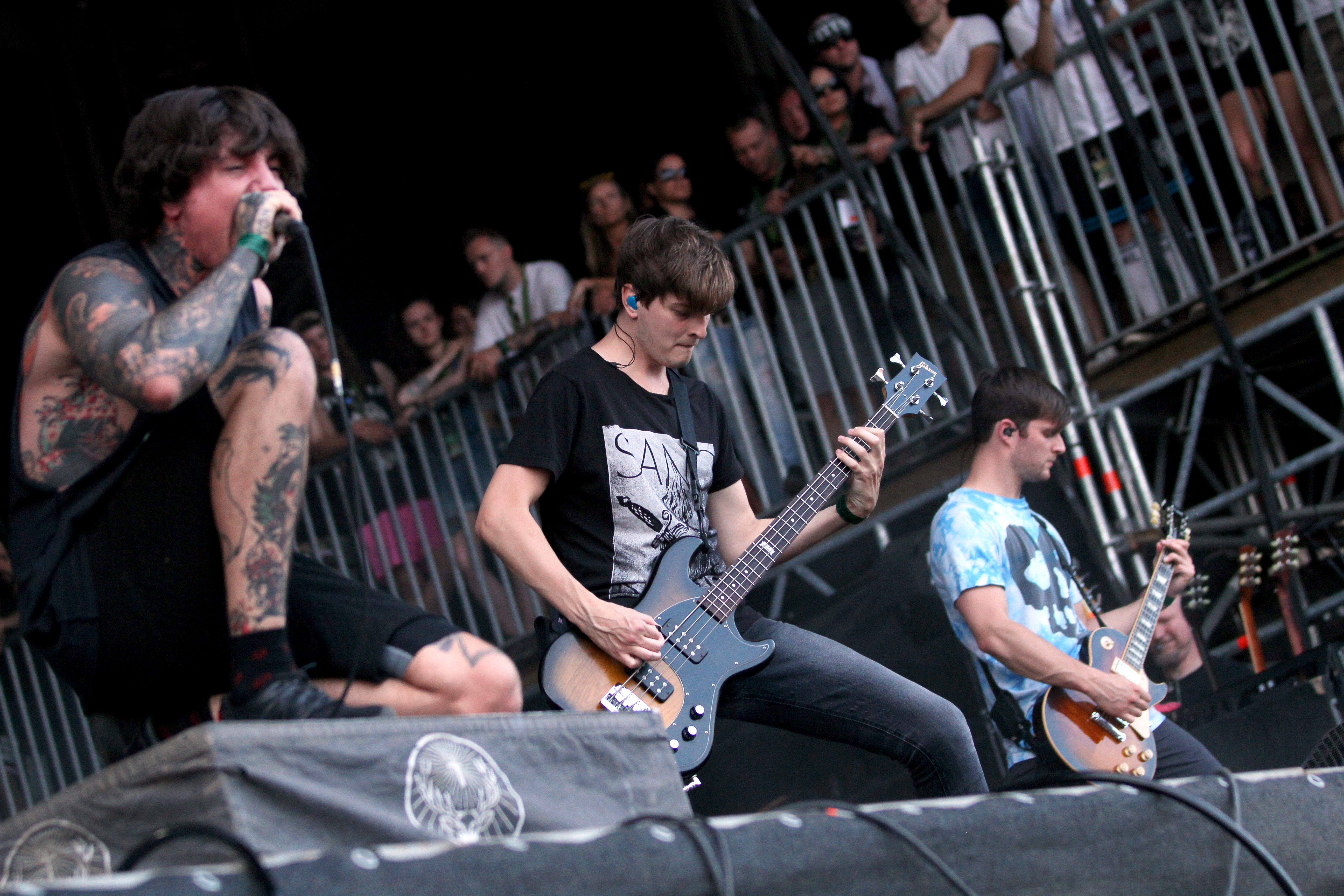
Bring Me the Horizon wurden als beste britische Band ausgezeichnet.

Die Preisverleihung fand am 15. Juni 2015 im O2 London statt und wurde von Scott Ian moderiert. Es traten die Suicidal Tendencies, We Are Harlot, Babymetal feat. DragonForce, At the Gates und Killing Joke auf.
Neun Preisträger wurden durch die Redaktion bestimmt:
- Golden God: Dave Mustaine (Megadeth)
- Global Metal Band: District Unknown & Martyrs of Metal
- Inspiration: At the Gates
- Best Album: Faith No More – Sol Invictus
- Riff Lord: Brian May (Queen)
- Legend: Gene Simmons (Kiss)
- Icon: Mike Muir (Suicidal Tendencies)
- Spirit of Hammer: Matt Taylor
- Defender of the Faith: Tommy Thayer (Kiss)

Neun weitere Preise wurden durch eine Abstimmung unter den Lesern vergeben. Die Sieger sind in fetter Schrift gekennzeichnet.
| Best New Band | Best Underground Band                                                                   |
| --- | --------------------------------------------------------------------------------------- |
| - Beartooth - King 810 - King Parrot - Marmozets - We Are Harlot                                                                                                 | - Bölzer - Purson - Royal Thunder - Sólstafir - Winterflylleth                          |
| Best UK Band | Best International Band                                                                 |
| - Architects - Bring Me the Horizon - Electric Wizard - Napalm Death - While She Sleeps                                                                          | - Machine Head - Mastodon - Nightwish - Scorpions - Slipknot                            |
| Best Live Band | Best Independent Label                                                                  |
| - Killer Be Killed - Meshuggah - Of Mice & Men - Parkway Drive - Devin Townsend                                                                                  | - Basick Records - Earache Records - Epitaph Records - Relapse Records - Season of Mist |
| Dimebag Darrell Shredder | Breakthrough                                                                            |
| - Ben Bruce (Asking Alexandria) - Richie Faulkner (Judas Priest) - Ice Dale (Enslaved, Audrey Horne) - Josh Middleton (Sylosis) - Jake Pitts (Black Veil Brides) | - The Amity Affliction - Babymetal - Bury Tomorrow - Halestorm - In This Moment         |
| King/Queen of the Internet |                                                                                         |
| - 10 Second Song Guy - Dresif Stalin - Metal Construction - Tina S. - Vegan Black Metal Chef                                                                     |                                                                                         |

### 2016

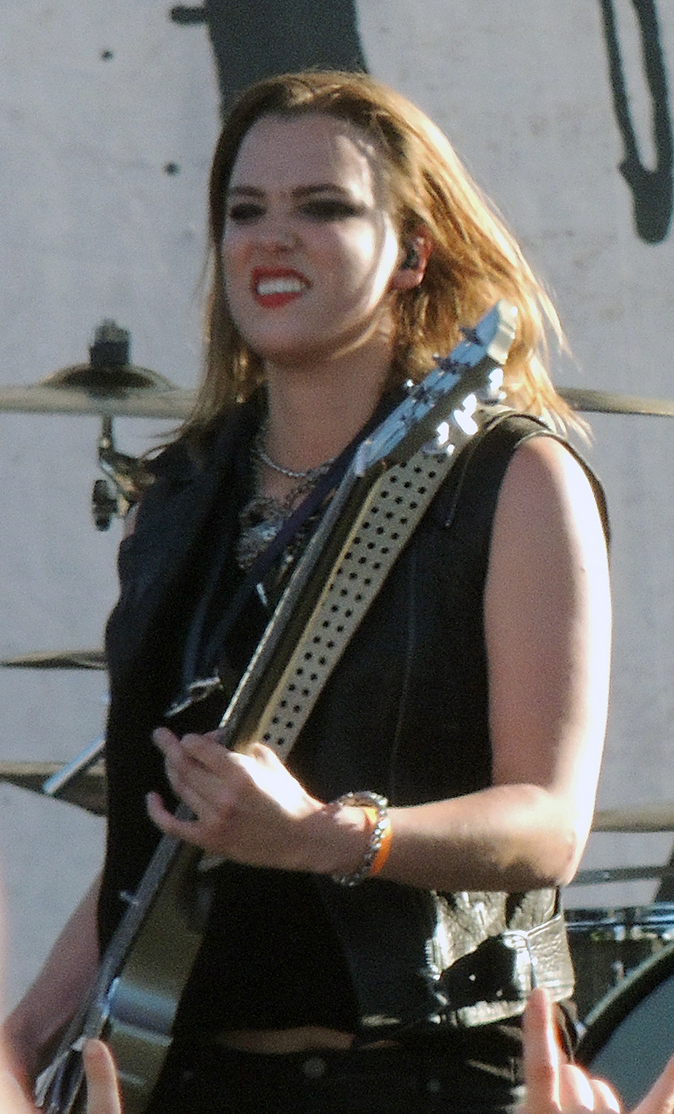
Lzzy Hale erhielt den Shredder Award.

Die Preisverleihung fand am 13. Juni 2016 im Hammersmith Apollo in London statt und wurde von Jamey Jasta moderiert. Es traten Amon Amarth, Halestorm, Gojira und Saxon auf. Letztere spielten gemeinsam mit Phil Campbell und Mikkey Dee ein A Salute to Lemmy.
Sieben Preisträger wurden durch die Redaktion bestimmt:
- Riff Lord: Phil Campbell
- Inspiration: Anthrax
- Best Album: Iron Maiden – The Book of Souls
- Icon: Nikki Sixx (Mötley Crüe)
- Golden God: Joey Jordison
- Global Metal Band: Chthonic

Neun weitere Preise wurden durch eine Abstimmung unter den Lesern vergeben. Die Sieger sind in fetter Schrift gekennzeichnet.
| Best New Band | Best Underground Band                                                                         |
| --- | --------------------------------------------------------------------------------------------- |
| - Black Peaks - The Black Queen - Cane Hill - Creeper - Heck                                                                                            | - Enslaved - Myrkur - Rotting Christ - Sunn O))) - Tribulation                                |
| Best UK Band | Best International Band                                                                       |
| - Architects - Asking Alexandria - Cradle of Filth - The Prodigy - TesseracT                                                                            | - Amon Amarth - Babymetal - Ghost - Killswitch Engage - Slayer                                |
| Best Live Band | Best Independent Label                                                                        |
| - Anthrax - Bring Me the Horizon - Lamb of God - Nightwish - Parkway Drive                                                                              | - Basick Records - Holy Roar - Prosthetic Records - Season of Mist - UNFD                     |
| Dimebag Darrell Shredder | Breakthrough                                                                                  |
| - Alpha (Ghost) - Kristan Dawson (Bury Tomorrow) - Joe Duplantier (Gojira) - Lzzy Hale (Halestorm) - Graham Pinney (SikTh)                              | - Avatar - Beartooth - Deafheaven - Northlane - We Came as Romans                             |
| Best Video | King/Queen of the Internet                                                                    |
| - Anthrax – Blood Eagle Wings - Iron Maiden – Speed of Light - New Years Day – I´m About to Break You - Parkway Drive – Vice Grip - Slayer – Repentless | - 10 Second Song Guy - Drewsif Stalin - Metal Construction - Tina S. - Vegan Black Metal Chef |

### 2017

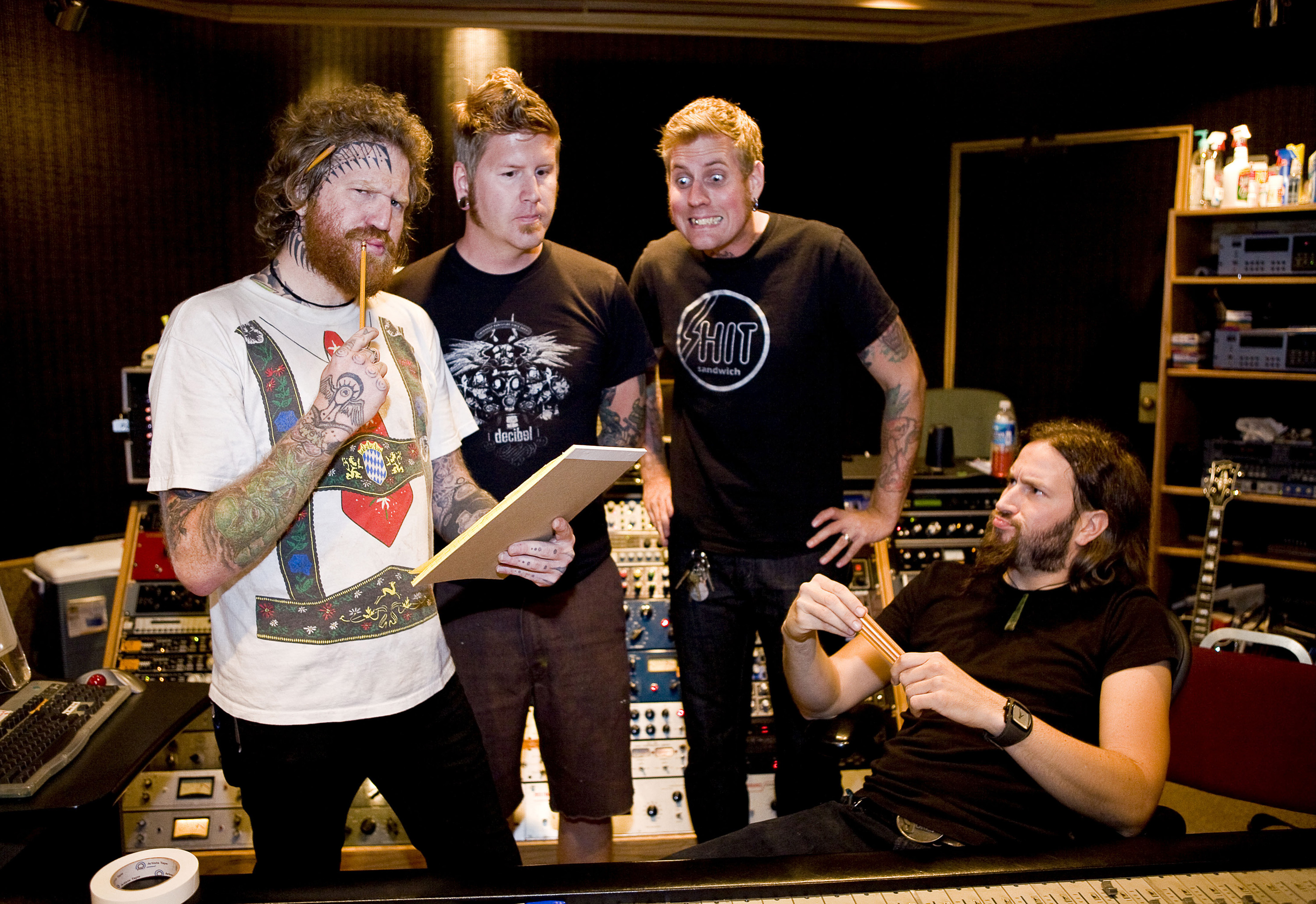
Mastodon wurden als beste Liveband ausgezeichnet.

Die Preisverleihung fand am 12. Juni 2017 im Indigo O2 in London statt und wurde von Chris Jericho moderiert. Es traten Orange Goblin, Avatar, Clutch und Mastodon auf.
Sieben Preisträger wurden durch die Redaktion bestimmt:
- Riff Lord: Devin Townsend
- Defender of the Faith: Ben Ward (Orange Goblin) & Sandie Soriano
- Inspiration:  Exodus
- Best Album:  Gojira – Magma
- Spirit of Hammer: Prophets of Rage
- Icon: The Dillinger Escape Plan
- Golden God: Black Sabbath

Neun weitere Preise wurden durch eine Abstimmung unter den Lesern vergeben. Die Sieger sind in fetter Schrift gekennzeichnet.
| Best New Band | Best Underground Band                                                      |
| --- | -------------------------------------------------------------------------- |
| - Brutai - Ocean Grove - Puppy - Venom Prison - Zeal & Ardor | - Anaal Nathrakh - Neurosis - Pallbearer - Perturbator - Royal Thunder     |
| Best UK Band | Best International Band                                                    |
| - Architects - Bury Tomorrow - Orange Goblin - TesseracT - While She Sleeps                                                                                         | - Alter Bridge - Avenged Sevenfold - Korn - Metallica - Opeth              |
| Best Live Band | Best Independent Label                                                     |
| - Ghost - Killswitch Engage - Letlive - Mastodon - Steel Panther | - Basick - Cooking Vinyl - Deathwish Inc. - Nuclear Blast - Season of Mist |
| Dimebag Darrell Shredder | Breakthrough                                                               |
| - Ben Bruce (Asking Alexandria) - Kiko Loureiro (Megadeth) - Phhil Manansala (Of Mice & Men) - Joel O’ Keeffe (Airbourne) - Ben Weinman (The Dillinger Escape Plan) | - Avatar - Code Orange - Creeper - Ho99o9 - Oathbreaker                    |
| Game of the Year |                                                                            |
| - Iron Maiden: The Legacy of the Beast - The Legend of Zelda: Breath of the Wild - Mass Effect: Andromeda - Overwatch - Resident Evil 7: Biohazard                  |                                                                            |

### 2018

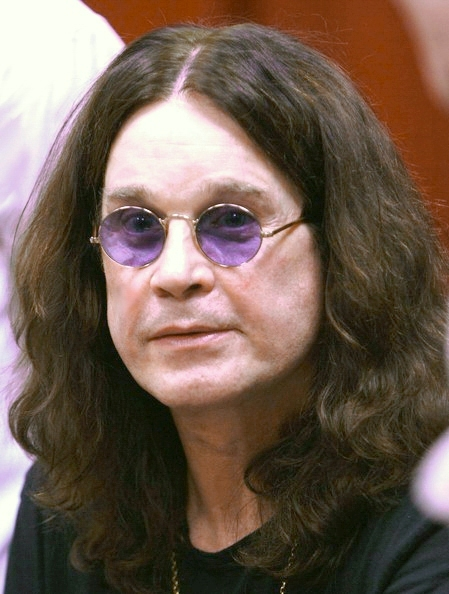
Ozzy Osbourne erhielt den Golden God

Die Preisverleihung fand am 11. Juni 2018 Indigo O2 in London statt und wurde von Jamey Jasta moderiert. Es traten Parkway Drive, Baroness, Meshuggah, Myrkur und Carpenter Brut auf.
Acht Preisträger wurden durch die Redaktion bestimmt:
- Riff Lord: Wes Borland
- Defender of the Faith: Parkway Drive
- Inspiration: Meshuggah
- Best Album: Myrkur – Mareridt
- Global Metal Award: Kaoteon
- Spirit of Hammer: Jessica Pimentel
- Icon: James Keenan
- Golden God: Ozzy Osbourne

Acht weitere Preise wurden durch eine Abstimmung unter den Lesern vergeben. Die Sieger sind in fetter Schrift gekennzeichnet.
| Best New Band                                                                              | Best Underground Band                                                        |
| ------------------------------------------------------------------------------------------ | ---------------------------------------------------------------------------- |
| - Conjurer - Loathe - Lovebites - Sleep Token - Visigoth                                   | - Amenra - Chelsea Wolfe - Heilung - Tribulation - Wolves in the Throne Room |
| Best British Band                                                                          | Best Live Band                                                               |
| - Alestorm - Asking Alexandria - Cradle of Filth - Judas Priest - Rolo Tomassi             | - Cannibal Corpse - Converge - Lacuna Coil - Sabaton - Sólstafir             |
| Best International Band                                                                    | Best Independent Label                                                       |
| - Arch Enemy - Marilyn Manson - Parkway Drive - Stone Sour - Trivium                       | - Holy Roar - Indie Recordings - Southern Lord - Sumerian Records - UNFD     |
| Best Event                                                                                 | Breakthrough                                                                 |
| - Bloodstock Open Air - Chicago Open Air - Download-Festival - Tech-Fest - Wacken Open Air | - Carpenter Brut - Code Orange - Employed to Serve - Marmozets - Power Trip  |